# Боянська ікона Божої Матері
Боянська ікона Божої Матері — чудотворна ікона Божої Матері.

## Іконографія
Боянська ікона Божої Матері написана маслом на дошці (55' 77 см), і є типовою Одигітрією. На зображенні маленький Ісус, одягнутий у білий хітон та світло-брунатний гіматій, тримає ліву руку на державі а правою — благословляє. Боже Дитя сидить на лівій руці Богородиці, одягнутої в чорний хітон з червоною накидкою (із позолоченою оздобою) на голові, яка правою рукою притримує Його стопу.
У 1994 році для ікони було виготовлено срібну шату. 

## Історія ікони
Святиню було написано 1991 року для іконостасу відновленої Боянської парафіяльної церкви Різдва Пресвятої Богородиці.
Перше чудо явилося 18 грудня 1993 року, під час богослужіння у храмі напередодні свята Миколая Чудотворця. Присутні християни стали свідками того як очі Богородиці наповнились сльозами, що стікали іконою. 
Після закінчення служби, тогочасний настоятель церкви о. Михаїл (Жар) закрив та опечатав церкву і доповів про випадок правлячому архієрею. Наступного дня єпархіальна коміся на чолі з владикою Онуфрієм (Березовським) зафіксувала факт явлення чудотворної ікони.
Вже того ж року було зафіксовано ще два факти чудес, пов'язаних з Боянською іконою Богородиці — зцілення онкохворих юнака Георгія з Хмельницької області та православного священника Ігоря з Польщі.
Всі чудеса, пов'язані з Боянською іконою Божої Матері, після детального вивчення були надані в Синодальну комісію Української Православної Церкви.

## Вшанування ікони
4 жовтня 1994 року Священним Синодом УПЦ під головуванням предстоятеля Володимира (Сабодана) ікону офіційно визнано чудотворною та названо «Боянською» на честь місця, де вона проявилася. Днем святкування чудотворної ікони встановлено — (12) 25 вересня.
З 1995 року, щорічно (24 вересня) відбувається хресна хода з Чернівців до Боян (17 км), яку очолює правлячий архієрей Чернівецько-Буковинської єпархії. 
Боянській іконі Божої Матері було складено акафісти. Протоієреєм Адріаном (Акостакія) румунською мовою (1995). Владикою Онуфрієм (Березовським) — церковнослов'янською (1997).
З 1995 року при церкві Різдва Богородиці у Боянах почав діяти скит, для потреб якого було споруджено (1998) келійний корпус з домовою церквою Боянської ікони Божої Матері. 28 грудня 1999 року Священним Синодом УПЦ було схвалено рішення про реорганізаію скита у  Боянської ікони Божої Матері жіночий монастир. 
Кількість паломників, які вже вклонялися Боянській іконі перебільшує 2 млн. чоловік (зокрема з Ізраїля, Греції, Румунії, Росії, Польщі, Туреччини тощо). Святиню регулярно вивозять для поклоніння в різні регіони України.

## Молитва до Святині
Молитва до Боянської ікони Божої Матері:

О, Преблагословенная Владычице Богородице, Милости и Благосердия неисчерпаемая бездно и любве Божия пристноживотный Источниче!

Предстоящее пред святою Твоею иконою, юже в земли нашей чудно явити благословила еси, и созерцающее очами веры и смирения слезы милости Твоея, от чудотворного образа Твоего обильно источаемые, яко раби непотребнии со умилением молим Тя: открый покаянием ко Господу помраченная сердца наша и сокрушенный дух наш паки созижди целомудрием; оживотвори любовию Божест-веннаго Сына Твоего вся наша помыслы, чувствия и начинания; страхом Господ-ним укрепи расслабленную страстьми волю нашу; помози в терпении принести блословенныя плоды милосердия и братолюбия; да чистым сердцем и искреннею душею в любви Божией возрастающее, прочее время живота нашего в мире по-живем, прославляющее в Троице Единого Бога Отца, и Сына, и Святаго Духа, и Твое Всемилостивое Предстательство, ныне и присно и во веки веков. Аминь.

ТРОПАРЬ Гл.4

Радуйся земле Боянская, яко ничимже меньшая от всех градов христиан-ских: ибо яви в тебе Господь чудотворную икону Своея Пречистыя Матерее, сле-зящую о гресех наших и слезьми Своими благодатными, отирающую всяку слезу от очес наших.

КОНДАК Гл.1

В явлении Боянския иконы Божия Матерее, ангелов чини удивишася, человечестии роди благодатию Святого Духа укрепишася, целующее слезныя источники от лика Христа Богомладенца и Пречистыя Богоматере почерпающее от них дары исцелений во спасение душ наших.